# Adolphe Bordes
Pour les articles homonymes, voir Bordes et Famille Bordes.
Adolphe Bordes (1858-1918) est un armateur, directeur de la compagnie d’armement maritime qui porte son nom, et bibliophile français.

## Biographie
Adolphe Bordes est né le 7 mai 1858 à Paris, en France, où son père Antoine-Dominique s’était provisoirement installé. En 1878, il est associé à la compagnie familiale qui devient en 1883 société Ant. Dom. Bordes et fils, puis MM. Bordes et dont le siège est à Paris. Sous sa direction et celle de ses deux frères, elle devient la plus grande du monde en tonnage en 1910.
Il est aussi élu membre des conseils d'administration des Caisse de prévoyance des marins français et commission extraparlementaire de la narine marchande (affiliée au Ministère du Commerce et de l'Industrie). Le 7 août 1907, Adolphe Bordes reçoit comme président du syndicat des Armateurs du Nord la croix de chevalier de la Légion d’honneur.
Il est également président du comité central des Armateurs de France de 1909 à 1910 et membre du conseil supérieur de la marine marchande.
Il meurt à Arcachon, villa Pepa, le 3 mai 1918 à l'âge de 59 ans.